# Dogecoin
Dogecoin (kode: DOGE, symbol: Ɖ eller D) er en virtuel valuta og kryptovaluta, opkaldt efter internetfænomenet 'doge', hvilket gør det til den første valuta baseret på et internetfænomen. Den blev introduceret d. 8. december 2013.
Den 11. april 2014 var 70 % af de i alt 100 milliarder dogecoins blevet minet. Siden august 2014, er Dogecoin blevet minet sammen med Litecoin. Hvert år vil der bliver tilført yderligere 5,2 milliarder Dogecoins.
Dogecoin blev skabt af Billy Markus, en programmør og tidligere IBM-ingeniør i Portland, Oregon, der forsøgte at skabe sin egen kryptovaluta i håb om at nå en bredere demografi end de investorer, der har oversvømmet Bitcoins økonomi. Samtidig med at Billy Markus fik denne idé blev Jackson Palmer, der arbejdede for Adobe i Sydney, opfordret til at gå med i projektet af en studerende på Twitter.
Dogecoin har fået stor presseomtale efter at have støttet det jamaicanske bobslædehold til vinter-OL 2014 i Sotji.
Ifølge kryptovalutaens medstifter, Billy Markus, er den korrekte udtale “dohj coin”. Nogle foretrækker at udtale den første stavelse som “dog” eller “doggy”. 

## Historie
Efter at have modtaget flere beskeder på Twitter besluttede Jackson Palmer sig for at købe internetdomænet dogecoin.com. Han lavede i første omgang blot en simpel forside, der viste dogecoins logo og en række tekst skrevet med Comic Sans som var spredt udover forsiden. Billy Markus så linket til siden i en IRC chat og kontaktede Palmer for at begynde udviklingen af kryptovalutaen.
Billy Markus baserede Dogecoins indstillinger på den allerede eksisterende kryptovaluta Luckycoin. En af de features han kopierede var den randomiserede blokgevinst som en miner fik i kompensation for at mine en blok. Denne funktion ophørte dog i marts 2014 hos Luckycoin, som i stedet baserede sig på de samme principper man finder hos Litecoin. Det tog Billy Markus omkring 2 timer at udvikle Dogecoin.

Dogecoin blev officielt frigivet d. 6. december 2013. Dogecoin netværket var oprindeligt tænkt til at kunne producere 100 milliarder Dogecoins, men det blev senere annonceret at Dogecoin netværket ville understøtte et uendeligt antal af Dogecoins.

## Inflation
Modsat andre kryptovaluta som Bitcoin, hvor antallet af mønter det er muligt at hente er fastsat, har Dogecoin ikke en øvre grænse for hvor meget der kan mines. Dette sætter Dogecoin i den samme kasse som valutaer som Ethereums ether. Antallet af nye mønter der frigives er fastsat efter et produktionsskema, som bestemmer hvor stor blokgevinsten vil være når et bestemt antal mønter er minet. Efter produktionsskemaet vil blokgevinsten være konstant efter at 600.000 mønter er blevet minet.
I følge produktionsskemaet er omkring 98 milliarder mønter blevet frigivet per februar 2015, da blok nummer 600.000 blev minet d. 25. februar. Herefter vil der gennemsnitsligt blive minet 5,256 milliarder mønter om året. Inflationsraten i Dogecoin var altså omkring 5,256% i 2015, men denne inflationsrate vil falde over tid, eftersom antallet af totale mønter vil stige år efter år. Det vil eksempelvis betyde at inflationsraten i 2025 vil være omkring 3,4% og i 2035 omkring 2,5% osv.
Denne metode har været diskuteret offentligt af Dogecoins udviklere i flere internetfora, men den 2. februar 2014 meddelte stifteren, Jackson Palmer, at antallet af mønter der vil blive frigivet vil forblive det samme som planlagt.